# Ludvik Zelko
Ludvik Zelko, slovenski športni delavec, hokejist na travi, trener, sodnik in funkcionar v hokeju na travi * 10. marec 1944, Murska Sobota.
Za življenjsko delo v hokeju na travi in športu je leta 2007 prejel Bloudkovo plaketo, je dobitnik zlate plakete Zveze za hokej na travi Slovenije ob 50. obletnici leta 2001, ima zahvalno listino mestne občine Murska Sobota iz leta 2010, plaketo Olimpijskega komiteja Slovenije – združenja športnih zvez iz leta 2009.

## Igralska kariera
S hokejem na travi se je seznanil že leta 1957, ko so ga začeli igrati v Murski Soboti in to pri soboškem Partizanu, kot pionir. Z igranjem je nadaljeval v gimnazijski ekipi Elana, kasneje Enotnosti. Za časa študija v Ljubljani je igral za ekipo Kluba prekmurskih študentov in ponovno oživel ljubljanski hokej tudi pri Slovanu. Ko se je vrnil v Mursko Soboto je igral za HK Soboto ter vodil pionirski moštvi Bakovci in Dokležovje ter soboški Klub mladih.
Leta 1971 je uspel v okviru HK Pomurja združiti, najboljše igralce iz Prekmurja (HK Lipovci, P Bogojina, ŠD Čepinci in Kluba mladih). Za to ekipo je tudi igral in jo vodil skozi tekmovanja na ravni Jugoslavije in sicer v zvezni ligi – zahod in medrepubliški ligi, ter na tekmovanjih za prvenstvo Slovenije in Pomurja vse do leta 1991. V zvezni ligi – zahod in medrepubliški ligi se je moštvo uvrščalo tudi med tri najboljše ekipe, največkrat pa na 5., 7., oz. 9. mesto. Moštvo je osvojilo tudi 10 naslovov prvenstva Slovenije in 14 naslovov v pokalnih tekmovanjih, vidne so bile tudi uvrstitve v pokalnih tekmovanjih Jugoslavije – tudi do polfinala. Leta 1984 je začel z uvajanjem igranja dvoranskega hokeja, s svojim moštvom je osvojil  5 naslovov prvaka Slovenije in dve visoki uvrstitvi v medrepubliški ligi (1985 – 1.mesto, 1986 – 2.mesto). V navedenem obdobju je za klub odigral 64 mednarodnih tekem v hokeju na travi ter tudi sodeloval na številnih mednarodnih turnirjih v dvoranskem hokeju. Odigral je tudi 30 tekem za republiško člansko reprezentanco. Po letu 1991 je v samostojni Sloveniji še vedno igral za ekipo Murske Sobote in naslednika DŠR M. Sobota in leta 2006 prenehal z aktivnim igranjem.

## Trenerska kariera
Začel je z vodenjem pionirskih ekip Bakovcev in Dokležovja, nadaljeval pri Klubu prekmurskih študentov, ki so trenirali skupaj z Slovanom LJ, vodil ekipo HK Sobote in Kluba mladih v Murski Soboti in ves čas igral in treniral Pomurje, ABC Pomurko, Mursko Soboto in DŠR M. Sobota. Vmes je leta 1993 treniral tudi moštvo HK Lipovcev – člane in mladince tega kluba v dvoranskem hokeju.
Za časa Jugoslavije je bil ves čas selektor slovenske ekipe za člane in mlade do 21. Let. Članska ekipa je nastopila na enajstih turnirjih Bratstva in enotnosti.
V samostojni Sloveniji je bil selektor mladinskih selekcij ter tudi članskih. Slovensko moško člansko reprezentanco je v letih 1992 in 2005 vodil na šestih tekmah ter dvakrat zmagal in štirikrat izgubil ter leta 2005 z nji osvojil drugo mesto na Panonskem pokalu.

## Sodniška kariera
V letu 1964 je opravil izpit za zveznega sodnika. V naslednjih letih je sodil na finalnih tekmovanjih za naslov prvaka Jugoslavije v članski in mladinski konkurenci, v zvezni ligi ter seveda na tekmovanjih republiškega ranga. Sodniško kariero je zaključil leta 1970, kasneje je sodil le na domačih tekmovanjih.

## Ostalo
Že kot dijak se je vključil v delo Strokovnega odbora s hokej na travi Murska Sobota, ki ga je vodil prof. Evgen Titan in v okviru katerega so potekala vsa organizacijska dela v Prekmurju, saj je še v Sloveniji obstajal Zasavski del. Leta 1964 se je vključil v delo Zveze za hokej na travi Slovenije, po prenosu sedeža v Mursko Soboto leta 1968 je bil od leta 1970 do leta 2006 sekretar zveze.
V minulem obdobju je bil tudi član predsedstva jugoslovanske zveze – vse do osamosvojitve Slovenije. V Murski Soboti je pripravil pet meddržavnih turnirjev za mladince in mlade do 21 let in v reprezentanci Jugoslavije so nastopili številni igralci iz Pomurja. Bil je v sodniški žiriji na hokejskem tekmovanju na Sredozemskih igrah v Splitu leta 1979. Zaslužen je za izgradnjo prvega igrišča z umetno travo v Lipovcih, sodeloval je tudi pri izgradnji in načrtovanju enakih igrišč v Predanovcih in Moravskih Toplicah. O zgodovini hokeja na travi je skupaj z novinarjem Ferijem Maučecom pripravil dve knjižici: Kronološki pregled razvoja hokeja na travi v Pomurju (1993) in Zgodovino hokeja na travi v Sloveniji (2001).